# تازه‌کند (شوط)
تازه کند روستایی از توابع بخش قره قویون شهرستان شوط استان آذربایجان غربی کشور ایران است.

## جمعیت
این روستا در دهستان قره قویون جنوبی قرار داشته و براساس سرشماری مرکز آمار ایران در سال ۱۳۹۵، جمعیت این روستا برابر با ۲٬۰۸۷ نفر (۶۴۹ خانوار) بوده‌است. 